# Административно-территориальное деление Кировской области

## Административно-территориальное устройство
Согласно Закону «Об административно-территориальном устройстве Кировской области», субъект РФ включает следующие административно-территориальные единицы:
- 39 районов
- 5 городов (городов областного значения вне состава районов)
- 1 закрытое административно-территориальное образование (ЗАТО Первомайский)

Административным центром Кировской области является город Киров.
Районы делятся на сельские округа и городские населённые пункты (города (районного значения) и посёлки городского типа)
- сельские округа при этом не выделяются в составе районов, на территории которых на муниципальном уровне образованы муниципальные округа[1][2].

Город Киров делится на 4 городских района (района города): Ленинский, Нововятский, Октябрьский, Первомайский.

### Города, ЗАТО и районы
| №                                                    | Название               | Население, чел. | Админ. центр         | Код ОКАТО |
| ---------------------------------------------------- | ---------------------- | --------------- | -------------------- | --------- |
| Города                                               |                        |                 |                      |           |
| I                                                    | город Киров            | ↘493 691        | город Киров          | 33 401    |
| II                                                   | город Вятские Поляны   | ↘29 742         | город Вятские Поляны | 33 404    |
| III                                                  | город Кирово-Чепецк    | ↘63 979         | город Кирово-Чепецк  | 33 407    |
| IV                                                   | город Котельнич        | ↘20 144         | город Котельнич      | 33 410    |
| V                                                    | город Слободской       | ↘29 469         | город Слободской     | 33 413    |
| Закрытое административно-территориальное образование |                        |                 |                      |           |
|                                                      | ЗАТО Первомайский      | ↘5068           | пгт Первомайский     | 33 587    |
| Районы                                               |                        |                 |                      |           |
| 1                                                    | Арбажский район        | ↘4699           | пгт Арбаж            | 33 202    |
| 2                                                    | Афанасьевский район    | ↘11 262         | пгт Афанасьево       | 33 203    |
| 3                                                    | Белохолуницкий район   | ↘15 830         | город Белая Холуница | 33 205    |
| 4                                                    | Богородский район      | ↘3476           | пгт Богородское      | 33 206    |
| 5                                                    | Верхнекамский район    | ↘20 896         | город Кирс           | 33 207    |
| 6                                                    | Верхошижемский район   | ↘7273           | пгт Верхошижемье     | 33 208    |
| 7                                                    | Вятско-Полянский район | ↘23 469         | город Вятские Поляны | 33 210    |
| 8                                                    | Даровской район        | ↘8643           | пгт Даровской        | 33 212    |
| 9                                                    | Зуевский район         | ↘17 498         | город Зуевка         | 33 214    |
| 10                                                   | Кикнурский район       | ↘6833           | пгт Кикнур           | 33 216    |
| 11                                                   | Кильмезский район      | ↘10 108         | пгт Кильмезь         | 33 217    |
| 12                                                   | Кирово-Чепецкий район  | ↘19 893         | город Кирово-Чепецк  | 33 218    |
| 13                                                   | Котельничский район    | ↘10 942         | город Котельнич      | 33 219    |
| 14                                                   | Кумёнский район        | ↘14 743         | пгт Кумёны           | 33 220    |
| 15                                                   | Лебяжский район        | ↘5734           | пгт Лебяжье          | 33 221    |
| 16                                                   | Лузский район          | ↘13 425         | город Луза           | 33 222    |
| 17                                                   | Малмыжский район       | ↘20 745         | город Малмыж         | 33 223    |
| 18                                                   | Мурашинский район      | ↘9408           | город Мураши         | 33 224    |
| 19                                                   | Нагорский район        | ↘6803           | пгт Нагорск          | 33 225    |
| 20                                                   | Немский район          | ↘5991           | пгт Нема             | 33 226    |
| 21                                                   | Нолинский район        | ↘16 184         | город Нолинск        | 33 227    |
| 22                                                   | Омутнинский район      | ↘34 705         | город Омутнинск      | 33 228    |
| 23                                                   | Опаринский район       | ↘7340           | пгт Опарино          | 33 229    |
| 24                                                   | Оричевский район       | ↘25 238         | пгт Оричи            | 33 230    |
| 25                                                   | Орловский район        | ↘9687           | город Орлов          | 33 245    |
| 26                                                   | Пижанский район        | ↘8398           | пгт Пижанка          | 33 231    |
| 27                                                   | Подосиновский район    | ↘11 977         | пгт Подосиновец      | 33 232    |
| 28                                                   | Санчурский район       | ↘7222           | пгт Санчурск         | 33 233    |
| 29                                                   | Свечинский район       | ↘6123           | пгт Свеча            | 33 234    |
| 30                                                   | Слободской район       | ↗31 891         | город Слободской     | 33 235    |
| 31                                                   | Советский район        | ↘22 296         | город Советск        | 33 236    |
| 32                                                   | Сунский район          | ↘5207           | пгт Суна             | 33 237    |
| 33                                                   | Тужинский район        | ↘5800           | пгт Тужа             | 33 238    |
| 34                                                   | Унинский район         | ↘6236           | пгт Уни              | 33 240    |
| 35                                                   | Уржумский район        | ↘20 419         | город Уржум          | 33 241    |
| 36                                                   | Фалёнский район        | ↘7756           | пгт Фалёнки          | 33 243    |
| 37                                                   | Шабалинский район      | ↘7756           | пгт Ленинское        | 33 247    |
| 38                                                   | Юрьянский район        | ↘16 673         | пгт Юрья             | 33 249    |
| 39                                                   | Яранский район         | ↘20 336         | город Яранск         | 33 250    |

## Муниципальное устройство
В рамках муниципального устройства, в границах административно-территориальных единиц области с 2004 до 2006 гг. были созданы муниципальные образования. К 1 января 2017 года их количество составило 364, в числе которых:
- 6 городских округов,
- 39 муниципальных районов, в составе которых:
  - 52 городских поселения,
  - 267 сельских поселений.

К концу 2022 года в области выделяется следующее количество муниципальных образований:
- 6 городских округов,
- 15 муниципальных округов,
- 24 муниципальных района, в составе которых:
  - 32 городских поселения,
  - 208 сельских поселений.

### Муниципальные районы, муниципальные и городские округа
| №         | Название             | Флаг | Герб | Площадь, км² | Население, чел. (2021 г.) | Администра- тивный центр |
| --------- | -------------------- | ---- | ---- | ------------ | ------------------------- | ------------------------ |
| 1e-06     | Муниципальные районы |      |      |              |                           |                          |
| 1         | Белохолуницкий       |      |      | 4 235,96     | ↘15 830                   | город Белая Холуница     |
| 2         | Верхошижемский       |      |      | 2 415        | ↘7273                     | пгт Верхошижемье         |
| 3         | Вятскополянский      |      |      | 907,71       | ↘23 469                   | город Вятские Поляны     |
| 4         | Даровской            |      |      | 3 757        | ↘8643                     | пгт Даровской            |
| 5         | Зуевский             |      |      | 2 820        | ↘17 498                   | город Зуевка             |
| 6         | Кильмезский          |      |      | 3 106,4      | ↘10 108                   | пгт Кильмезь             |
| 7         | Кирово-Чепецкий      |      |      | 2 210,27     | ↘19 893                   | город Кирово-Чепецк      |
| 8         | Котельничский        |      |      | 3 978,78     | ↘10 942                   | город Котельнич          |
| 9         | Кумёнский            |      |      | 1 911,45     | ↘14 743                   | пгт Кумёны               |
| 10        | Малмыжский           |      |      | 2 190        | ↘20 745                   | город Малмыж             |
| 11        | Нагорский            |      |      | 7 236        | ↘6803                     | пгт Нагорск              |
| 12        | Нолинский            |      |      | 2 250,21     | ↘16 184                   | город Нолинск            |
| 13        | Омутнинский          |      |      | 5 168        | ↘34 705                   | город Омутнинск          |
| 14        | Оричевский           |      |      | 2 490        | ↘25 238                   | пгт Оричи                |
| 15        | Орловский            |      |      | 1 988,78     | ↘9687                     | город Орлов              |
| 16        | Подосиновский        |      |      | 4 265        | ↘11 977                   | пгт Подосиновец          |
| 17        | Слободской           |      |      | 3 711,56     | ↗31 891                   | город Слободской         |
| 18        | Советский            |      |      | 2 330        | ↘22 296                   | город Советск            |
| 19        | Сунский              |      |      | 1 260        | ↘5207                     | пгт Суна                 |
| 20        | Тужинский            |      |      | 1 530        | ↘5800                     | пгт Тужа                 |
| 21        | Уржумский            |      |      | 3 025,32     | ↘20 419                   | город Уржум              |
| 22        | Шабалинский          |      |      | 3 915,58     | ↘7756                     | пгт Ленинское            |
| 23        | Юрьянский            |      |      | 3 031        | ↘16 673                   | пгт Юрья                 |
| 24        | Яранский             |      |      | 2 431,27     | ↘20 336                   | город Яранск             |
| 24.000002 | Муниципальные округа |      |      |              |                           |                          |
| 25        | Арбажский            |      |      | 1 409,95     | ↘4699                     | пгт Арбаж                |
| 26        | Афанасьевский        |      |      | 5 230        | ↘11 262                   | пгт Афанасьево           |
| 27        | Богородский          |      |      | 1 443        | ↘3476                     | пгт Богородское          |
| 28        | Верхнекамский        |      |      | 10 370       | ↘20 896                   | город Кирс               |
| 29        | Кикнурский           |      |      | 1 680        | ↘6833                     | пгт Кикнур               |
| 30        | Лебяжский            |      |      | 1 336        | ↘5734                     | пгт Лебяжье              |
| 31        | Лузский              |      |      | 5 360        | ↘13 425                   | город Луза               |
| 32        | Мурашинский          |      |      | 3 430        | ↘9408                     | город Мураши             |
| 33        | Немский              |      |      | 2 158        | ↘5991                     | пгт Нема                 |
| 34        | Опаринский           |      |      | 6 042,86     | ↘7340                     | пгт Опарино              |
| 35        | Пижанский            |      |      | 1 160,2      | ↘8398                     | пгт Пижанка              |
| 36        | Санчурский           |      |      | 1 490        | ↘7222                     | пгт Санчурск             |
| 37        | Свечинский           |      |      | 1 773        | ↘6123                     | пгт Свеча                |
| 38        | Унинский             |      |      | 2 130        | ↘6236                     | пгт Уни                  |
| 39        | Фалёнский            |      |      | 2 510        | ↘7756                     | пгт Фалёнки              |
| 39.000003 | Городские округа     |      |      |              |                           |                          |
| 40        | город Вятские Поляны |      |      | 28,34        | ↘29 742                   | город Вятские Поляны     |
| 41        | город Киров          |      |      | 757,0        | ↘493 691                  | город Киров              |
| 42        | город Кирово-Чепецк  |      |      | 53,36        | ↘63 979                   | город Кирово-Чепецк      |
| 43        | город Котельнич      |      |      | 29,2         | ↘20 144                   | город Котельнич          |
| 44        | ЗАТО Первомайский    |      |      | 6,1          | ↘5068                     | пгт Первомайский         |
| 45        | город Слободской     |      |      | 49,6         | ↘29 469                   | город Слободской         |

## Городские и сельские поселения
Городам (районного значения) и посёлкам городского типа (рабочим посёлкам) соответствуют муниципальные образования в статусе городского поселения. Сельским округам соответствуют муниципальные образования в статусе сельского поселения.
При упразднении муниципальных районов и сельских и городских поселений в их составе с преобразованием в муниципальные округа входящие в административные районы сельские округа, а также структуры вида «город (посёлок городского типа) и подчинённые ему сельские населённые пункты» упраздняются.
Ниже представлены списки городских и сельских поселений, распределённых по районам области.

### Арбажский район
- Административный центр — посёлок городского типа Арбаж

Муниципальные образования (упразднены):
1. Арбажское городское поселение
2. Верхотульское сельское поселение
3. Корминское сельское поселение
4. Сорвижское сельское поселение
5. Шембетское сельское поселение

Муниципальный район преобразован в 2020 году в муниципальный округ с упразднением всех поселений.

### Афанасьевский район
- Административный центр — посёлок городского типа Афанасьево

Муниципальные образования (упразднены):
1. Афанасьевское городское поселение
2. Бисеровское сельское поселение
3. Борское сельское поселение
4. Гординское сельское поселение
5. Ичетовкинское сельское поселение
6. Лыткинское сельское поселение
7. Пашинское сельское поселение

В 2022 году муниципальный район и все входившие в его состав городское и сельские поселения были упразднены и объединены в муниципальный округ.

### Белохолуницкий район
- Административный центр — город Белая Холуница

Муниципальные образования:
1. Белохолуницкое городское поселение
2. Быдановское сельское поселение
3. Всехсвятское сельское поселение
4. Гуренское сельское поселение
5. Дубровское сельское поселение
6. Климковское сельское поселение
7. Подрезчихинское сельское поселение
8. Поломское сельское поселение
9. Прокопьевское сельское поселение
10. Ракаловское сельское поселение
11. Троицкое сельское поселение

### Богородский район
- Административный центр — посёлок городского типа Богородское

Муниципальные образования (упразднены):
1. Богородское городское поселение
2. Ошланское сельское поселение

Муниципальный район преобразован в 2019 году в городской округ:
- в январе Богородское городское поселение преобразовано в Богородский городской округ[9];
- в апреле Ошланское сельское поселение присоединено к городскому округу[10].

Городской округ в 2020 году преобразован в муниципальный округ.

### Верхнекамский район
- Административный центр — город Кирс

Муниципальные образования (упразднены):
1. Кирсинское городское поселение
2. Лесное городское поселение
3. Рудничное городское поселение
4. Светлополянское городское поселение
5. Кайское сельское поселение
6. Камское сельское поселение
7. Лойнское сельское поселение
8. Созимское сельское поселение
9. Чусовское сельское поселение

Муниципальный район к 2021 году преобразован в муниципальный округ с упразднением всех поселений.

### Верхошижемский район
- Административный центр — посёлок городского типа Верхошижемье

Муниципальные образования:
1. Верхошижемское городское поселение
2. Зоновское сельское поселение
3. Калачиговское сельское поселение
4. Косинское сельское поселение
5. Мякишинское сельское поселение
6. Пунгинское сельское поселение
7. Среднеивкинское сельское поселение
8. Сырдинское сельское поселение
9. Угорское сельское поселение

### Вятскополянский район
- Административный центр — город Вятские Поляны

Муниципальные образования:
1. Краснополянское городское поселение
2. Сосновское городское поселение
3. Гремячевское сельское поселение
4. Ершовское сельское поселение
5. Кулыжское сельское поселение
6. Новобурецкое сельское поселение
7. Омгинское сельское поселение
8. Слудское сельское поселение
9. Среднетойменское сельское поселение
10. Среднешунское сельское поселение
11. Старопинигерское сельское поселение
12. Усть-Люгинское сельское поселение
13. Чекашевское сельское поселение

### Даровской район
- Административный центр — посёлок городского типа Даровской

Муниципальные образования:
1. Даровское городское поселение
2. Верховонданское сельское поселение
3. Вонданское сельское поселение
4. Кобрское сельское поселение
5. Лузянское сельское поселение
6. Пиксурское сельское поселение

### Зуевский район
- Административный центр — город Зуевка

Муниципальные образования:
1. Зуевское городское поселение
2. Зуевское сельское поселение
3. Кордяжское сельское поселение
4. Косинское сельское поселение
5. Мухинское сельское поселение
6. Октябрьское сельское поселение
7. Сезеневское сельское поселение
8. Семушинское сельское поселение
9. Соколовское сельское поселение
10. Сунское сельское поселение

В 2019 году упразднено Чепецкое сельские поселения (включено в Сезеневское сельское поселение).

### Кикнурский район
- Административный центр — посёлок городского типа Кикнур

Муниципальные образования (упразднены):
1. Кикнурское городское поселение
2. Кикнурское сельское поселение

В 2014 году Ваштрангское, Кокшагское, Потняковское, Русскокраинское, Цекеевское и Шаптинское сельские поселения объединены в Кикнурское сельское поселение с административным центром в деревне Ваштранга.
Муниципальный район преобразован в 2020 году в муниципальный округ с упразднением всех поселений.

### Кильмезский район
- Административный центр — посёлок городского типа Кильмезь

Муниципальные образования:
1. Кильмезское городское поселение
2. Большепорекское сельское поселение
3. Бурашевское сельское поселение
4. Вихаревское сельское поселение
5. Дамаскинское сельское поселение
6. Зимнякское сельское поселение
7. Малокильмезское сельское поселение
8. Моторское сельское поселение
9. Паскинское сельское поселение
10. Рыбно-Ватажское сельское поселение
11. Селинское сельское поселение
12. Чернушское сельское поселение

### Кирово-Чепецкий район
- Административный центр — город Кирово-Чепецк

Муниципальные образования:
1. Бурмакинское сельское поселение
2. Коныпское сельское поселение
3. Кстининское сельское поселение
4. Мокрецовское сельское поселение
5. Пасеговское сельское поселение
6. Поломское сельское поселение
7. Просницкое сельское поселение
8. Селезеневское сельское поселение
9. Фатеевское сельское поселение
10. Федяковское сельское поселение
11. Филипповское сельское поселение
12. Чепецкое сельское поселение
13. Чувашевское сельское поселение

### Котельничский район
- Административный центр — город Котельнич

Муниципальные образования:
1. Александровское сельское поселение
2. Биртяевское сельское поселение
3. Вишкильское сельское поселение
4. Ежихинское сельское поселение
5. Зайцевское сельское поселение
6. Карпушинское сельское поселение
7. Комсомольское сельское поселение
8. Котельничское сельское поселение
9. Красногорское сельское поселение
10. Макарьевское сельское поселение
11. Молотниковское сельское поселение
12. Морозовское сельское поселение
13. Покровское сельское поселение
14. Родичевское сельское поселение
15. Светловское сельское поселение
16. Спасское сельское поселение
17. Сретенское сельское поселение
18. Чистопольское сельское поселение
19. Юбилейное сельское поселение
20. Юрьевское сельское поселение

### Кумёнский район
- Административный центр — посёлок городского типа Кумёны

Муниципальные образования:
1. Кумёнское городское поселение
2. Нижнеивкинское городское поселение
3. Березниковское сельское поселение
4. Большеперелазское сельское поселение
5. Верхобыстрицкое сельское поселение
6. Вичевское сельское поселение
7. Вожгальское сельское поселение
8. Куменское сельское поселение
9. Речное сельское поселение

### Лебяжский район
- Административный центр — посёлок городского типа Лебяжье

Муниципальные образования (упразднены):
1. Лебяжское городское поселение
2. Ветошкинское сельское поселение
3. Лажское сельское поселение
4. Михеевское сельское поселение

Муниципальный район к 2021 году преобразован в муниципальный округ с упразднением всех поселений.

### Лузский район
- Административный центр — город Луза

Муниципальные образования (упразднены) :
1. Лальское городское поселение
2. Лузское городское поселение
3. Папуловское сельское поселение

Муниципальный район к 2021 году преобразован в муниципальный округ с упразднением всех поселений.

### Малмыжский район
- Административный центр — город Малмыж

Муниципальные образования:
1. Малмыжское городское поселение
2. Аджимское сельское поселение
3. Арыкское сельское поселение
4. Большекитякское сельское поселение
5. Каксинвайское сельское поселение
6. Калининское сельское поселение
7. Константиновское сельское поселение
8. Мари-Малмыжское сельское поселение
9. Мелетское сельское поселение
10. Новосмаильское сельское поселение
11. Плотбищенское сельское поселение
12. Преображенское сельское поселение
13. Ральниковское сельское поселение
14. Рожкинское сельское поселение
15. Савальское сельское поселение
16. Староирюкское сельское поселение
17. Старотушкинское сельское поселение
18. Тат-Верх-Гоньбинское сельское поселение

### Мурашинский район
- Административный центр — город Мураши

Муниципальные образования (упразднены):
1. Мурашинское городское поселение
2. Мурашинское сельское поселение

Муниципальный район к 2021 году преобразован в муниципальный округ с упразднением городского и сельского поселений.

### Нагорский район
- Административный центр — посёлок городского типа Нагорск

Муниципальные образования:
1. Нагорское городское поселение
2. Кобринское сельское поселение
3. Метелевское сельское поселение
4. Мулинское сельское поселение
5. Синегорское сельское поселение
6. Чеглаковское сельское поселение

### Немский район
- Административный центр — посёлок городского типа Нема

Муниципальные образования (упразднены):
1. Немское городское поселение
2. Архангельское сельское поселение
3. Ильинское сельское поселение
4. Немское сельское поселение

Муниципальный район к 2021 году преобразован в муниципальный округ с упразднением всех поселений.

### Нолинский район
- Административный центр — город Нолинск

Муниципальные образования:
1. Аркульское городское поселение
2. Нолинское городское поселение
3. Красноярское сельское поселение
4. Кырчанское сельское поселение
5. Лудянское сельское поселение
6. Медведское сельское поселение
7. Перевозское сельское поселение
8. Рябиновское сельское поселение
9. Татауровское сельское поселение
10. Шварихинское сельское поселение

### Омутнинский район
- Административный центр — город Омутнинск

Муниципальные образования:
1. Городское поселение Восточный
2. Омутнинское городское поселение
3. Песковское городское поселение
4. Белореченское сельское поселение
5. Вятское сельское поселение
6. Залазнинское сельское поселение
7. Леснополянское сельское поселение
8. Чернохолуницкое сельское поселение
9. Шахровское сельское поселение

### Опаринский район
- Административный центр — посёлок городского типа Опарино

Муниципальные образования (упразднены):
1. Опаринское городское поселение
2. Альмежское сельское поселение
3. Вазюкское сельское поселение
4. Заринское сельское поселение
5. Маромицкое сельское поселение
6. Речное сельское поселение
7. Стрельское сельское поселение

В 2016 году упразднено Моломское сельское поселение (включено в Опаринское городское поселение).
Муниципальный район к 2021 году преобразован в муниципальный округ с упразднением всех поселений.

### Оричевский район
- Административный центр — посёлок городского типа Оричи

Муниципальные образования:
1. Лёвинское городское поселение
2. Мирнинское городское поселение
3. Оричевское городское поселение
4. Стрижевское городское поселение
5. Адышевское сельское поселение
6. Быстрицкое сельское поселение
7. Гарское сельское поселение
8. Истобенское сельское поселение
9. Коршикское сельское поселение
10. Кучелаповское сельское поселение
11. Лугоболотное сельское поселение
12. Пищальское сельское поселение
13. Пустошенское сельское поселение
14. Спас-Талицкое сельское поселение
15. Суводское сельское поселение
16. Торфяное сельское поселение
17. Усовское сельское поселение
18. Шалеговское сельское поселение

### Орловский район
- Административный центр — город Орлов

Муниципальные образования:
1. Орловское городское поселение
2. Орловское сельское поселение

### Пижанский район
- Административный центр — посёлок городского типа Пижанка

Муниципальные образования (упразднены):
1. Пижанское городское поселение
2. Ахмановское сельское поселение
3. Безводнинское сельское поселение
4. Войское сельское поселение
5. Ижевское сельское поселение
6. Обуховское сельское поселение

Муниципальный район к 2021 году преобразован в муниципальный округ с упразднением всех поселений.

### Подосиновский район
- Административный центр — посёлок городского типа Подосиновец

Муниципальные образования:
1. Демьяновское городское поселение
2. Пинюгское городское поселение
3. Подосиновское городское поселение
4. Пушемское сельское поселение
5. Утмановское сельское поселение
6. Яхреньгское сельское поселение

### Санчурский район
- Административный центр — посёлок городского типа Санчурск

Муниципальные образования (упразднены):
1. Санчурское городское поселение
2. Городищенское сельское поселение
3. Корляковское сельское поселение
4. Люмпанурское сельское поселение
5. Матвинурское сельское поселение
6. Сметанинское сельское поселение
7. Шишовское сельское поселение

Преобразован в 2019 году в городской округ с упразднением всех поселений. В 2020 году городской округ преобразован в муниципальный округ.

### Свечинский район
- Административный центр — посёлок городского типа Свеча

Муниципальные образования (упразднены):
1. Свечинское городское поселение
2. Свечинское сельское поселение[18]

Муниципальный район преобразован в 2020 году в муниципальный округ с упразднением городского и сельского поселений.

### Слободской район
- Административный центр — город Слободской

Муниципальные образования:
1. Вахрушевское городское поселение
2. Бобинское сельское поселение
3. Денисовское сельское поселение
4. Закаринское сельское поселение
5. Ильинское сельское поселение
6. Каринское сельское поселение
7. Ленинское сельское поселение
8. Озерницкое сельское поселение
9. Октябрьское сельское поселение
10. Светозаревское сельское поселение
11. Стуловское сельское поселение
12. Шестаковское сельское поселение
13. Шиховское сельское поселение

### Советский район
- Административный центр — город Советск

Муниципальные образования:
1. Советское городское поселение
2. Греховское сельское поселение
3. Зашижемское сельское поселение
4. Ильинское сельское поселение
5. Кичминское сельское поселение
6. Колянурское сельское поселение
7. Лесниковское сельское поселение
8. Лошкаринское сельское поселение
9. Мокинское сельское поселение
10. Родыгинское сельское поселение

В 2014 году упразднено Прозоровское сельское поселение (включено в Зашижемское сельское поселение).

### Сунский район
- Административный центр — посёлок городского типа Суна

Муниципальные образования:
1. Сунское городское поселение
2. Большевистское сельское поселение
3. Кокуйское сельское поселение
4. Курчумское сельское поселение

### Тужинский район
- Административный центр — посёлок городского типа Тужа

Муниципальные образования:
1. Тужинское городское поселение
2. Грековское сельское поселение
3. Михайловское сельское поселение
4. Ныровское сельское поселение
5. Пачинское сельское поселение

### Унинский район
- Административный центр — посёлок городского типа Уни

Муниципальные образования (упразднены):
1. Унинское городское поселение
2. Астраханское сельское поселение
3. Елганское сельское поселение
4. Канахинское сельское поселение
5. Комаровское сельское поселение
6. Малополомское сельское поселение
7. Порезское сельское поселение
8. Сардыкское сельское поселение
9. Сосновское сельское поселение

Муниципальный район к 2021 году преобразован в муниципальный округ с упразднением всех поселений.

### Уржумский район
- Административный центр — город Уржум

Муниципальные образования:
1. Уржумское городское поселение
2. Байсинское сельское поселение
3. Большеройское сельское поселение
4. Буйское сельское поселение
5. Донауровское сельское поселение
6. Лазаревское сельское поселение
7. Лопьяльское сельское поселение
8. Петровское сельское поселение
9. Пиляндышевское сельское поселение
10. Рублёвское сельское поселение
11. Русско-Турекское сельское поселение
12. Савиновское сельское поселение
13. Уржумское сельское поселение
14. Шурминское сельское поселение

### Фалёнский район
- Административный центр — посёлок городского типа Фалёнки

Муниципальные образования (упразднены):
1. Фаленское городское поселение
2. Верхосунское сельское поселение
3. Левановское сельское поселение
4. Медвеженское сельское поселение
5. Петруненское сельское поселение
6. Поломское сельское поселение
7. Талицкое сельское поселение

Муниципальный район преобразован в 2020 году в муниципальный округ с упразднением всех поселений.

### Шабалинский район
- Административный центр — посёлок городского типа Ленинское

Муниципальные образования:
1. Ленинское городское поселение
2. Высокораменское сельское поселение
3. Гостовское сельское поселение
4. Новотроицкое сельское поселение
5. Черновское сельское поселение

### Юрьянский район
- Административный центр — посёлок городского типа Юрья

Муниципальные образования:
1. Мурыгинское городское поселение
2. Юрьянское городское поселение
3. Великорецкое сельское поселение
4. Верховинское сельское поселение
5. Гирсовское сельское поселение
6. Загарское сельское поселение
7. Ивановское сельское поселение
8. Медянское сельское поселение
9. Подгорцевское сельское поселение

### Яранский район
- Административный центр — город Яранск

Муниципальные образования:
1. Яранское городское поселение
2. Знаменское сельское поселение
3. Кугальское сельское поселение
4. Кугушергское сельское поселение
5. Никольское сельское поселение
6. Никулятское сельское поселение
7. Опытнопольское сельское поселение
8. Салобелякское сельское поселение
9. Сердежское сельское поселение
10. Шкаланское сельское поселение

## История
5 декабря 1936 года, когда была образована Кировская область, она делилась на 54 района: Арбажский, Белохолуницкий, Бельский, Бисеровский, Богородский, Верховинский, Верхошижемский, Вожгальский, Воткинский, Вятско-Полянский, Даровской, Зуевский, Зюздинский, Кайский, Каракулинский, Кикнурский, Кильмезский, Кировский, Кичминский, Киясовский, Котельничский, Куменский, Кырчанский, Лебяжский, Макарьевский, Малмыжский, Мурашинский, Нагорский, Немский, Нолинский, Омутнинский, Оричевский, Пижанский, Поломский, Просницкий, Салобелякский, Санчурский, Сарапульский, Свечинский, Слободской, Советский, Сунской, Татауровский, Тужинский, Унинский, Уржумский, Фаленский, Халтуринский, Черновской, Шабалинский, Шарангский, Шестаковский, Шурминский и Яранский.
22 октября 1937 года в состав Удмуртской АССР были переданы Воткинский, Каракулинский, Киясовский и Сарапульский районы. В 1940 Нолинский район был переименован в Молотовский. Через год был образован Медянский район, а из Вологодской области в Кировскую переданы Лальский, Опаринский и Подосиновский районы. В 1944 был образован Мухинский район, а ещё через год — Буйский, Корляковский, Ново-Троицкий, Порезский и Рожкинский.
В 1955 году были упразднены Бисеровский, Буйский, Корляковский, Кырчанский, Мухинский, Ново-Троицкий, Поломский, Порезский, Рожкинский и Шестаковский районы. Через год упразднили Бельский, Вожгальский, Кичминский, Макарьевский, Салобелякский и Татауровский районы. В 1957 Молотовский район переименовали в Нолинский, а через год Кировский в Нововятский. В том же году были упразднены Медянский и Черновский районы. В 1959 году упразднили Богородский, Верхошижемский, Кикнурский, Лебяжский, Немский, Опаринский, Пижанский, Просницкий, Свечинский, Сунской, Тужинский, Унинский и Шурминский районы. В 1960 Шарангский район был передан в Горьковскую область, а Нововятский район переименован в Кирово-Чепецкий.
В 1963 году были упразднены Арбажский, Верховинский, Вятско-Полянский, Даровский, Кайский, Кильмезский, Кирово-Чепецкий, Лальский, Подосиновский, Санчурский и Слободской районы, образованы Лузский сельский и Кирсинский и Мурашинский промышленные районы, Зюздинский район переименован в Афанасьевский. Через год были образованы Даровский и Санчурский районы.
В 1965 году промышленные районы были упразднены. Одновременно были образованы Арбажский, Богородский, Верхне-Камский, Вятско-Полянский, Кикнурский, Кильмезьский, Кирово-Чепецкий, Лебяжский, Подосиновский, Свечинский, Слободской, Унинский и Юрьянский районы. Через год были образованы Верхошижемский, Немский, Опаринский, Пижанский и Тужинский районы. В 1968 был образован Сунский район.
В 1992 году Халтуринский район был переименован в Орловский, а в 2004 Даровский в Даровской.